# Nkonya Ahenkro

Nkonya Ahenkro (eller bara Ahenkro) är en ort i sydöstra Ghana, nära Voltasjön. Den är huvudort för distriktet Biakoye, och folkmängden uppgick till 3 369 invånare vid folkräkningen 2010.